# Nurettin Zafer
Nurettin Zafer (* 1920 in Bolu; † 1992) war ein türkischer Ringer und Weltmeister 1951 im Freistil im Federgewicht.

## Werdegang
Nurettin Zafer wuchs in Bolu auf und begann seine Karriere als Ölringer. Ab 1943 widmete sich Nurettin in Istanbul zusätzlich auch dem olympischen Ringen und erzielte auch in dieser Sportart bald große Erfolge. Er gehörte dem Ringerclub "Fatih" Istanbul an und war schon 29 Jahre alt, als er 1949 in Istanbul bei den Europameisterschaften im Freistil zu seinem ersten Einsatz bei einer internationalen Meisterschaft kam. In Istanbul besiegte er im Federgewicht den schwedischen Olympiasieger von 1948 Olle Anderberg, verlor aber gegen den Iraner Hassan Sadian und kam auf den 3. Platz.
Bei der Weltmeisterschaft 1951 in Helsinki schaffte Nurettin dann den großen Erfolg, er wurde Weltmeister im Federgewicht. Auf dem Weg zu diesem Titel gewann er u. a. auch gegen den deutschen Meister Ferdinand Schmitz aus Köln, sicher nach Punkten.
Für die Olympischen Spiele 1952 in Helsinki wurde Nurettin Zafer nach Differenzen mit dem türkischen Ringerverband nicht mehr nominiert. Er trat daraufhin zurück.

### Internationale Erfolge
(WM = Weltmeisterschaft, EM = Europameisterschaft, F = Freistil, Fe = Federgewicht, damals bis 62 kg Körpergewicht)
- 1949, 3. Platz, EM in Istanbul, F, Fe, mit Siegen über Mahmoud Aly Hassan, Ägypten, Ilmari Ruikka, Finnland u. Olle Anderberg, Schweden und einer Niederlage gegen Hassan Sadian, Iran;

- 1951, 1. Platz, WM in Helsinki, F, Fe, mit Siegen über Mehdi Mogharabi, Iran, Ferdinand Schmitz, BRD, Ilmari Ruikka u. Henry Holmberg, Schweden